# Optare

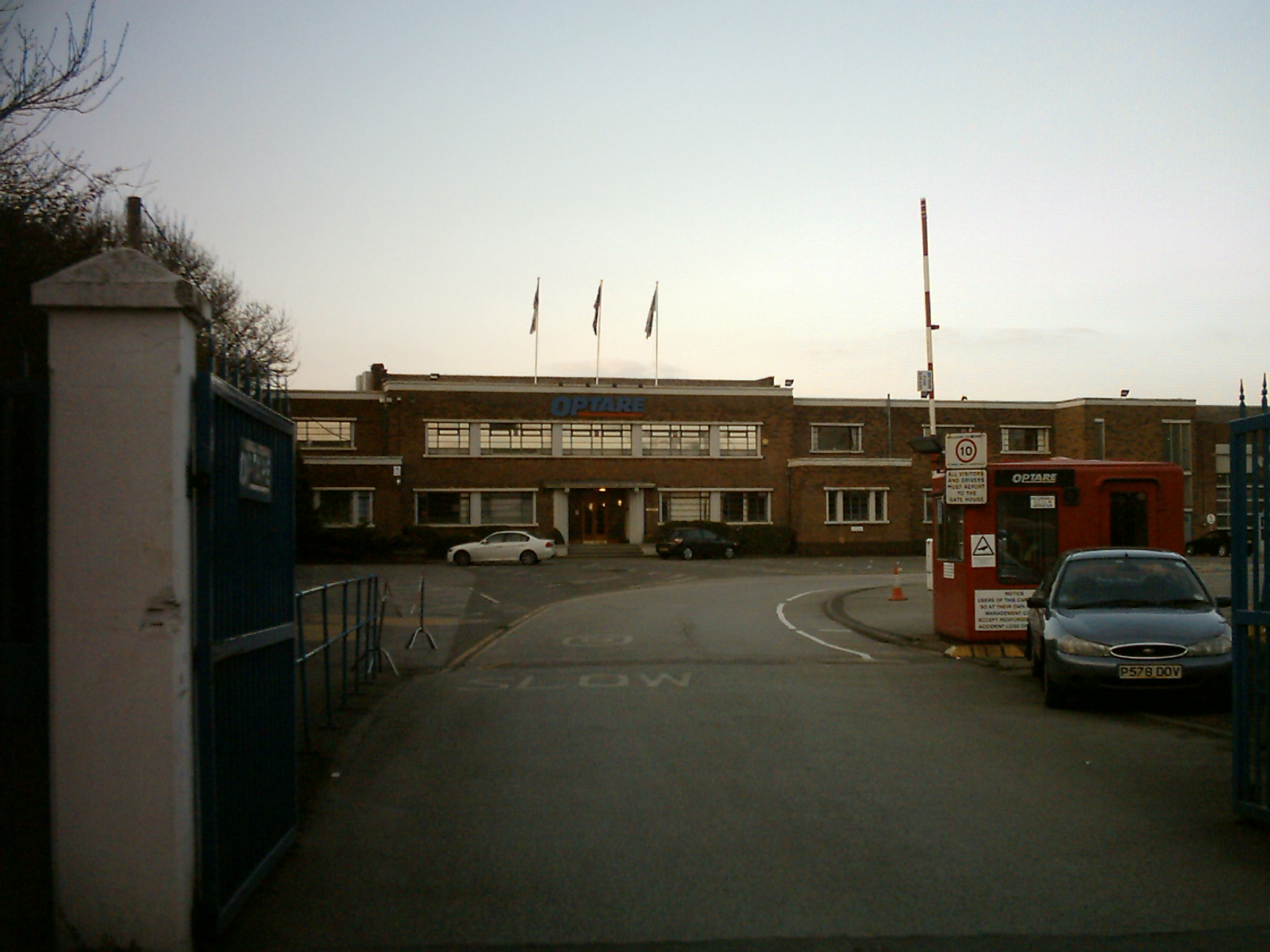
De Optare fabriek in Cross Gates, Leeds

Optare is een Britse fabrikant en importeur van autobussen in Sherburn-in-Elmet. Het bedrijf is eigendom van het Indiase Ashok Leyland, een deel van het internationale conglomeraat Hinduja Group. Het produceert allerlei bussen, van minibussen tot dubbeldekkers.

## Geschiedenis
In september 1984 sloot British Leyland zijn busfabriek Charles H. Roe in Leeds. Russell Richardson, een voormalige directeur bij Roe, richtte in februari 1981 met hulp van de West Yorkshire Enterprise Board en voormalige werknemers Optare op. Het openbaar vervoer had het door privatisering en deregulering erg moeilijk, waardoor er weinig orders voor nieuwe voertuigen waren. De eerste bestellingen kwamen van de nog steeds in overheidshanden zijnde West Yorkshire Passenger Transport Executive (WYPTE) en South Yorkshire Passenger Transport Executive (SYPTE). Het bedrijf Yorkshire Rider, de opvolger van WYPTE, bestelde ook enkele bussen bij Optare.
Toen Roe sloot had WYPTE nog een bestelling openstaan van vijf Leyland Olympian-dubbeldeksbussen. Deze bestelling ging van Roe naar Eastern Coach Works, maar de daaropvolgende tien stuks werden gemaakt door Optare, naar een ontwerp van Roe. Hiermee werden in september 1985 de eerste dubbeldekkers van Optare voltooid.
De eerste bussen, die naar eigen ontwerp gemaakt werden, waren veertien Dennis Dominobussen voor SYPTE, waarvan de bouw in februari 1986 begon. Optare stoffeerde ook vijftien bussen van het type Leyland Cub voor WYPTE. Een bewaard gebleven Cub bracht in 2005 een bezoek aan de Optare-fabriek.

### CityPacer en StarRider

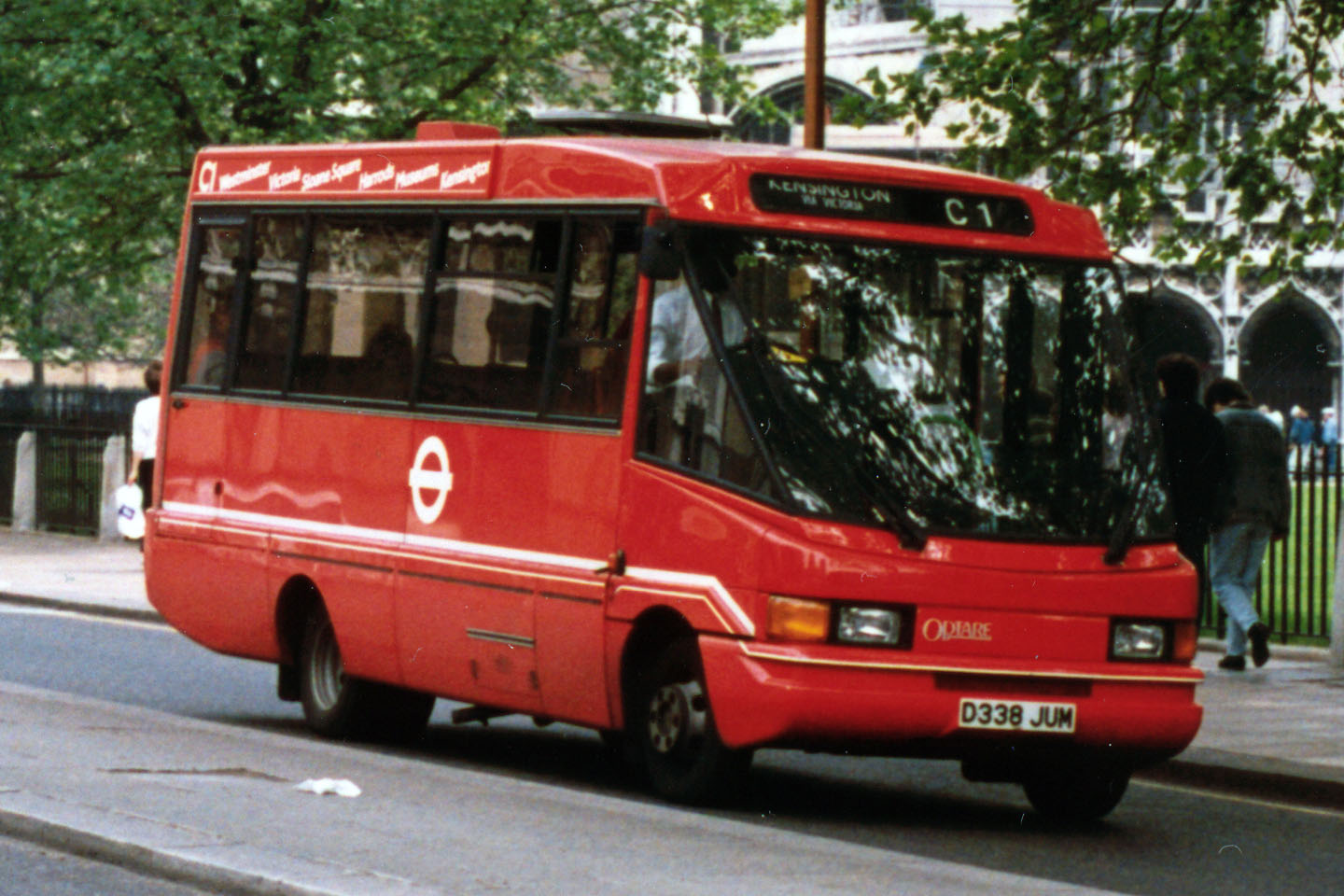
Een CityPacer van London Buses uit 1986

In 1986 kwam Optare met zijn eerste echte product, de minibus CityPacer. Deze was gebaseerd op een zwaardere versie van het MAN-VW LT55-chassis, waaraan Optare enkele wijzigingen deed. De motor was een zescilinder 2,4-liter en er was plaats voor 25 passagiers. Terwijl zijn concurrenten eruitzagen als gewijzigde bestelwagens, had de CityPacer een aantrekkelijke styling met een opmerkelijk sterk hellende voorruit.
Kort daarna werd de StarRider geïntroduceerd, die gebouwd werd op het Mercedes 811D-chassis. De StarRider had plaats voor 33 passagiers, maar het ontwerp had niet veel succes. London Transport bestelde 123 StarRiders. Yorkshire Rider bestelde vier StarRiders en een CityPacer. In een poging om de StarRider te exporteren naar Colombo in Sri Lanka, kwam er in 1987 de StarRider in de vorm van de ColumboRider.

### Uitbreiding
In 1988 verscheen het eerste volledige grote Optare-product, de Delta. Dit was een enkeldeksbus op basis van het DAF SB220-chassis. De Delta was van aluminium met een geschroefd frame onder licentie van Alusuisse en had een eigentijdse styling.
Dennis was de eerste die de midibus introduceerde met de Dennis Dart. Optare kwam al snel met een concurrent, de Vecta, die iets groter en breder was dan de Dart. De Vecta had 40 zitplaatsen bij een breedte van 2,50 m. Het chassis was gebaseerd op de MAN 11.190 en had een versnellingsbak van ZF en luchtvering. De carrosserie werd een verkleinde versie van de Delta.
De productie van de CityPacer en StarRider werden geleidelijk afgebouwd nadat Optare in 1989 het ontwerp voor de MCW Metrorider kocht en als Optare MetroRider op de markt bracht. Dit was een grotere bus dan de CityPacer en degelijker dan de StarRider. Het was de belangrijkste midi-/minibusvan van Optare tot de introductie van de lagevloer Solo in 1997.
De Spectra-dubbeldekker vormde een nieuwe standaard in het ontwerp, een heroverweging van hoe een dubbeldekker moet worden vormgegeven.

### DAF/United Bus

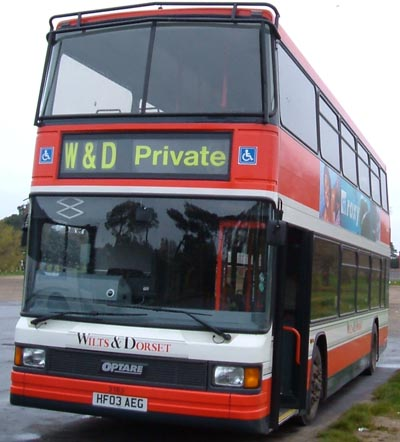
Voorkant van een Spectra van Wilts & Dorset

In 1990 werd Optare lid van een groep genaamd United Bus, waar DAF Bus ook onder viel. Optare gebruikte al een DAF SB220-chassis voor de Delta. Nu ontwierp Optare samen met DAF de Optare Spectra, die was gebaseerd op een door Optare gekocht ontwerp van de MCW Metrobus. Optare combineerde onderdelen daarvan met de SB220, om zo een nieuw dubbeldekschassis te vormen, de DAF DB250, met een Optare-carrosserie met de naam Spectra. Vanwege de relatie met United Bus en het gezamenlijk ontwerp werd de Spectra uitsluitend gebouwd op het DB250-chassis. Het had een opvallende voorkant en ook was de Spectra herkenbaar aan het ontbreken van een achterruit. De bus werd in 1990 op de markt gebracht en beschreven als een "dubbeldekker met een gedeeltelijk lage vloer". Ondanks de samenwerking met DAF kwam Optare in 1991 ook op de markt met een conventionele midibus op een MAN 11.180-chassis, de Vecta.
Nadat United Bus in 1993 failliet ging werd Optare weer onafhankelijk door een managementbuy-out. In de twee daaropvolgende jaren werden twee van de Delta afgeleide enkeldeksbussen op een niet van DAF afkomstig chassis geïntroduceerd, de Sigma en de Prisma. De Prisma was gebouwd op een Mercedes-Benz O405-chassis en had dan ook de uiterlijke kenmerken van een O405, in plaats van het herkenbare Optare-uiterlijk.
Optare kocht in 1996 Autobus Classique, kort nadat dat merk zijn luxe minibus Nouvelle had gelanceerd. Optare herontwierp dit model in 1997 aanzienlijk en hernoemde het tot de Nouvelle 2, die dezelfde markt bediende als de StarRider/MetroRider eerder. Ook begon in 1997 de relatie met Ferqui, een Spaanse fabrikant van mini- en midibussen, en zo begon ook de import van de Solera miditouringcar.
Terwijl het nog onderdeel was van United Bus, was Optare ook een tijdlang de exclusieve Britse dealer voor Bova Futura touringcars in het Verenigd Koninkrijk.

### Lage vloer-tijdperk
Optare begon in 1995 met lagevloerbussen met de lancering van de Excel, een grote eendekker. Dit gebeurde in hetzelfde jaar dat Dennis de Dennis Dart SLF (super low floor) midibus lanceerde, die de markt zou gaan domineren, hoewel lagevloerbussen al in 1993 voor het eerst verschenen. In het begin werden voor de Excel-motoren van Cummins en versnellingsbakken van Allison gebruikt. Latere modellen hadden Mercedes-motoren. De Excel was het begin van een lange periode van fabricage van integrale bussen, in plaats van carrosserie en chassis van derden te combineren.
Door wijzigingen aan het DB250-chassis naar het DB250LF-chassis werd de Spectra in 1997 de eerste dubbeldekker met volledig lage vloer die in het Verenigd Koninkrijk te koop was.
De Solo kwam in 1997 op de markt en werd een succes. Door de voor de deur geplaatste vooras had het een volledig lage vloer in een korte bus. De bus werd uitgerust met knielende vering voor een nog betere toegang.

### North American Bus Industries
In 2000 werd Optare gekocht door het in Hongaars bezit zijnde North American Bus Industries (NABI). Dit gaf Optare-producten toegang tot de Noord-Amerikaanse markt. Een exportversie van de Solo werd met succes ingezet op Amerikaanse luchthavens en bij Miami-Dade Transit in Florida.
In het NABI-tijdperk werd in 2001 de Alero minibus met lage vloer ingevoerd. 2004 bracht het eerste nieuwe busmodel sinds de Solo, de Tempo, een eendekker met een opvallend ontwerp.
In augustus 2005 kwam North American Bus Industries in financiële moeilijkheden en Optare werd weer gekocht door het management, onder leiding van directeur Bob Coombes. Deze verandering had geen gevolgen voor de verdere uitrol van de nieuwe reeks, die leidde tot de Versa en een radicaal vernieuwde Solo, de Solo SR. Beide hadden een kenmerkend verhoogd deel aan de voorzijde van de bus.

### Overname door Darwen
Op 12 maart 2008 werd Optare Group gekocht door Jamesstan Investments, een investeringsmaatschappij bestuurd door de voorzitter van de moedermaatschappij van de Darwen groep, Ron Stanley. Optare bleef in het begin een onafhankelijk bedrijf, maar op 17 juli 2008 werd een omgekeerde overname van Optare door Darwen Group voltooid. Darwen was het kleinste bedrijf, maar de overname leidde er wel toe dat Optare zelf een beursnotering kreeg. Optare werd vervolgens omgedoopt tot Optare Ltd en de Darwen Group werd Optare plc.

### Optare plc
De modellen Olympus en Esteem van Darwen werden als Optare-producten op de markt gebracht. Ten tijde van de fusie bouwde Optare bussen op drie locaties, in Leeds, Blackburn en Rotherham. Na de fusie begon Optare een rationalisatie van de fabricage. In 2009 was de productie van Esteem-enkeldekkercarrosserieën gestopt en de fabriek in Rotherham gesloten.

### Ashok Leyland
In de zomer van 2010 kocht Ashok Leyland (een verzelfstandigd onderdeel van een Indiase dochter van British Leyland) 26% van de aandelen in Optare. In december 2011 verhoogde Ashok Leyland zijn aandeel tot 75%. In 2011 verving een nieuwe, volledig overdekte fabriek van 13.000 m2 in Sherburn-in-Elmet de fabriek in Leeds. In 2012 werd ook de fabriek in Blackburn gesloten, waarmee de hele productie onder één dak kwam.

## Optare Product Support
De Optare-divisie voor onderdelen en service bevindt zich in de voormalige fabriek in Rotherham en in Thurrock in Essex.

## Invoer
Sinds 2008 worden de minibusmodellen Toro, Solera en Soroco van de Spaanse fabrikant Ferqui door Optare ingevoerd en op de markt gebracht als Optare-producten. Het zijn luxe minibussen, gebouwd op een chassis van Mercedes-Benz.

## Behoud

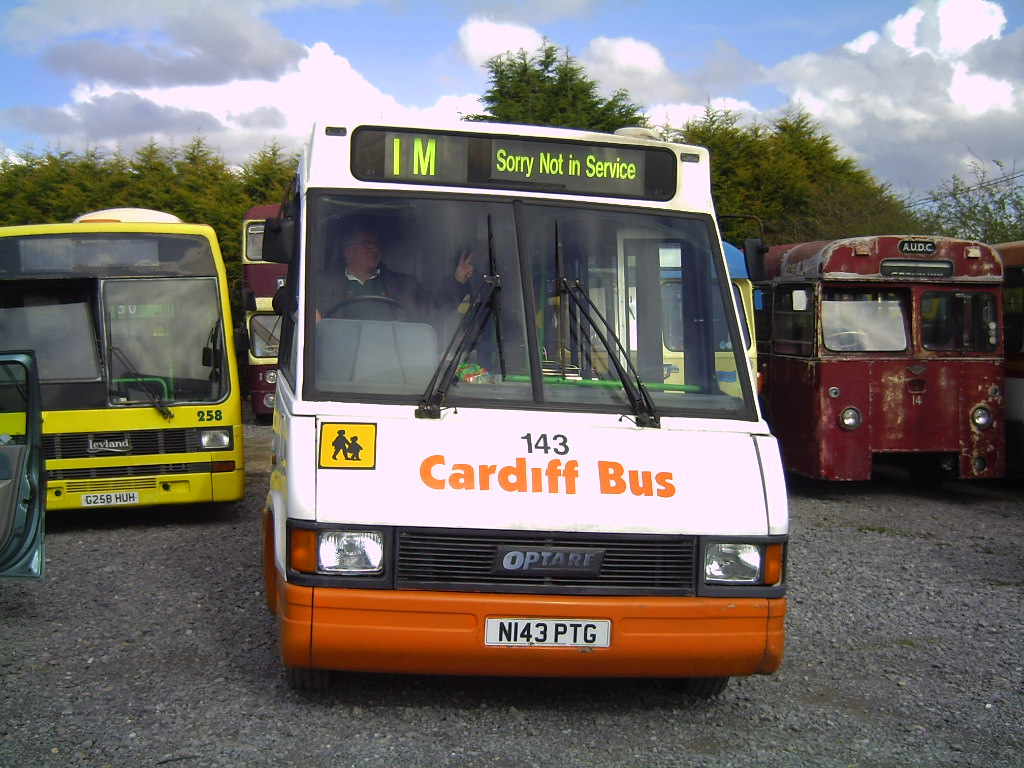
Ex-Cardiff MetroRider MR15 nu in het behoud van de Cardiff Transport Preservation Group

Een aantal van de vroege Optare-voertuigen zijn in bewaring genomen. Van de zeer vroege voertuigen zijn drie Domino's in handen van een particuliere eigenaar in Sheffield, van de vroege WYPTE-voertuigen zijn een Olympiër Cub, Delta, Sherpa en Star Rider geconserveerd door Transport Yorkshire Preservation Group en een aantal CityPacers zijn (met inbegrip van Yorkshire Rider 1700 D901MWR) en MetroRiders opgeslagen, waaronder een ex-Cardiff, bijvoorbeeld N143PTG door de Transport Preservation Group.

## Producten

### Bussen
Huidig
- Solo; lagevloermidibus (1997 - heden) (gerestyled Solo SR 2007 - heden) (Solo + 2008) (Solo EV 2009 - heden)
- Tempo; (2004 - heden)
- Versa; midibus tussen Solo en Tempo (2006 - heden)
- MetroCity; (2012 - heden)
- MetroDecker (2014 - heden)

Voormalig
- CityPacer; (1985 - 1992, vervangen door de MetroRider)
- StarRider; minibus (1987 - 1994, vervangen door de MetroRider)
- ColumboRider (1987 -?)
- Delta;(1988 - 1999)
- MetroRider; minibus (1989 - 2000)
- Spectra dubbeldekker (1991 - 1997) lage vloer (1997 - 2005)
- Vecta; midibus (1991 - 1997)
- Sigma; (1994 - 1996, single-deckversie van de Spectra)
- Prisma; (1995 - 1998) Mercedes front
- Excel; (1995 - 1999) (Excel 2 1999 -?, vervangen door Tempo)
- Alero; lagevloerminibus, (Alero 2001 - 2006, Alero Plus 2006 - 2008)
- Esteem; (voormalig Oost-Lancs Esteem) (2008 - 2009)
- Rapta; dubbeldekker (2009)[6]
- Vissionaire; open top-dubbeldekker (voormalig Oost-Lancs Visionaire) (2008 - 2012)
- Olympus; dubbeldekker (voormalig Oost-Lancs Olympus) (2008 - 2012)
- OmniDekka; dubbeldekker (voormalig Oost-Lancs Omnidekka), deels vervangen door Olympus (2008 - 2012), slechts gebouwd op speciale bestelling (huidige OmniDekka klanten)

### Touringcars
Huidig
- Bonito (opnieuw geïntroduceerd in 2012)

Voormalig
- Solera
- Soroco
- Toro
- Rapido
- Viedo